# Coppa Misura (Cesena)
Coppa Misura (z wł. Puchar Misura) – międzynarodowy towarzyski klubowy turniej piłkarski rozgrywany latem 1985 na stadionie Dino Manuzzi w Cesenie (Włochy).
W turnieju występowały cztery drużyny i rozgrywano dwa mecze półfinałowe oraz mecz o 3. miejsce i finał. W przypadku remisu przeprowadzana była seria rzutów karnych.

## Finały
| Edycja | Rok  | Finał     | Finał | Finał         | Trzecie miejsce | Trzecie miejsce | Trzecie miejsce |
| Edycja | Rok  | Zwycięzca | Wynik | Finalista     | 3. miejsce      | Wynik           | 4. miejsce      |
| ------ | ---- | --------- | ----- | ------------- | --------------- | --------------- | --------------- |
| I      | 1985 | Peñarol   | 3:1   | Independiente | Inter Mediolan  | 3:2             | Santos FC       |

## Statystyki
| Lp. | Klub          | Zdobywca | Finalista | Lata triumfów |
| --- | ------------- | -------- | --------- | ------------- |
| 1.  | Peñarol       | 1        | 0         | 1985          |
| 2.  | Independiente | 0        | 1         |               |